# Pusiola elongata
Pusiola elongata là một loài bướm đêm thuộc phân họ Arctiinae, họ Erebidae.